# Déforestation au Sri Lanka

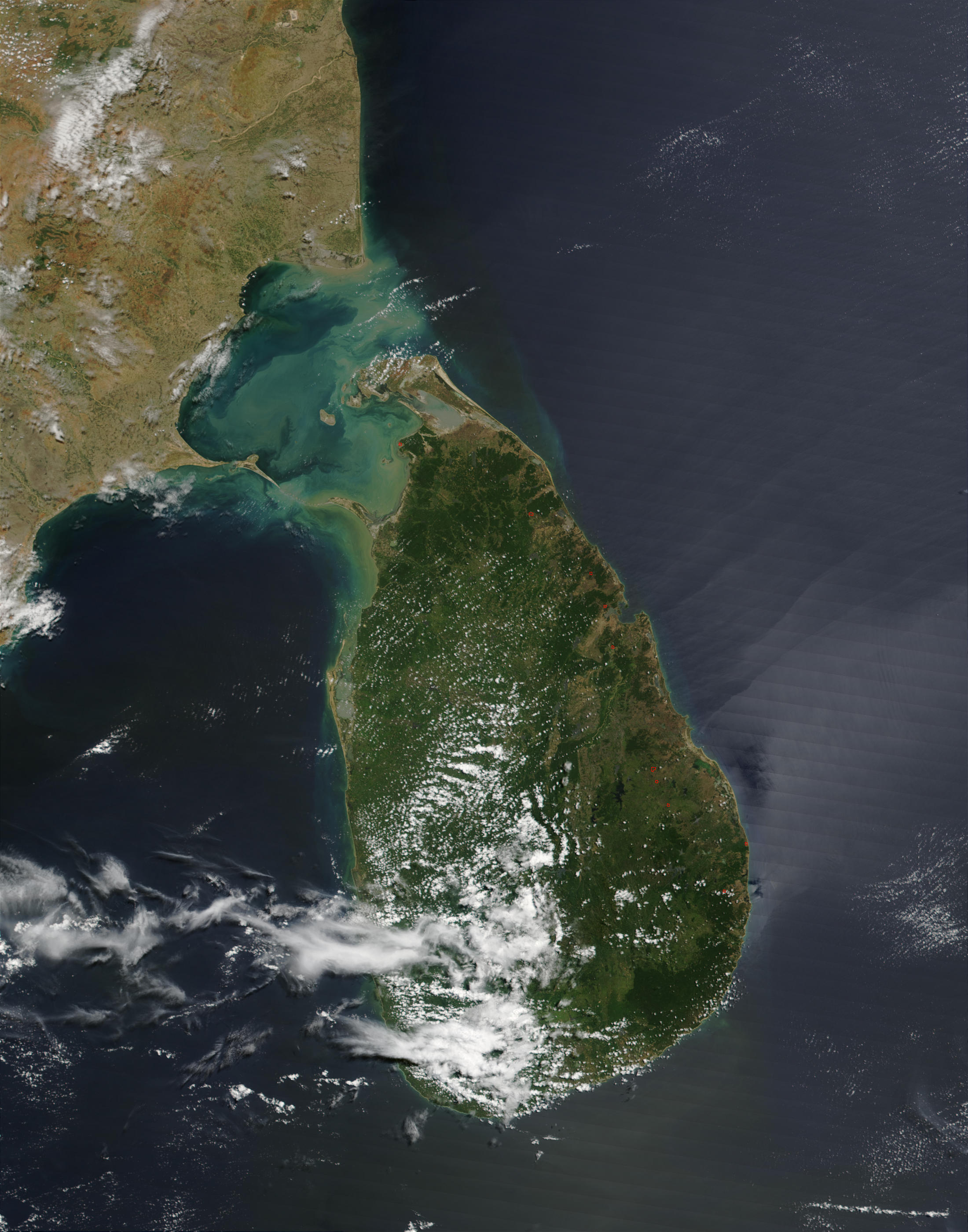
Le Sri Lanka vu depuis l'espace

La déforestation est un problème environnemental majeur au Sri Lanka, le pays ayant perdu une majeure partie de son couvert forestier depuis l'époque coloniale alors qu'il abrite une riche biodiversité. Les plantations commerciales créées à l'époque coloniale (caféiculture, caféiculture) ont entamé un essor du défrichement, qui s'est accéléré avec l'industrialisation du pays et l'augmentation de la population. Le gouvernement a ratifié plusieurs conventions des instances internationales et des mesures tentent d'endiguer la menace écologique. 

## Déboisement rapide et massif
Au début des années 1800, 70 % du territoire sri-lankais était recouvert de forêts contre 29 % en 2015. Entre 1990 et 2010, la forêt du Sri Lanka a perdu 24 500 ha en moyenne par an, soit un taux de 1,4 %. Durant cette période le pays a perdu 20,9 % de son couvert forestier, soit environ 490 000 ha. Entre 2000 et 2016, le taux de déforestation a atteint une moyenne annuelle de 1,46 %.

## Poids de l’agriculture et développement économique

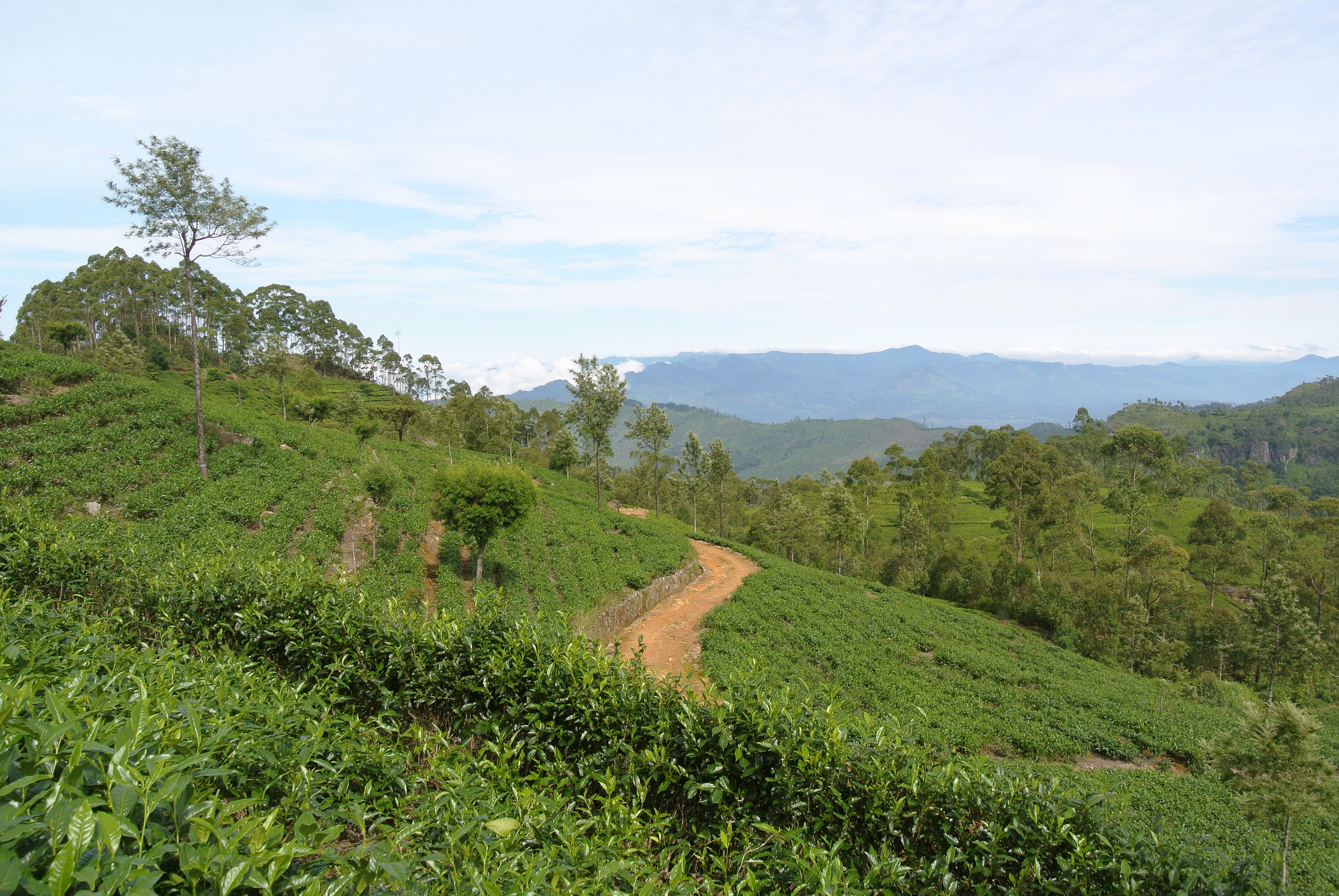
Plantation de thé à Haputale.

Les cultures de plantation ont remplacé la plupart du couvert forestier dans les bassins versants du pays. Les parcelles couvrent notamment les collines des districts de Kandy, Matale, Nuwara Eliya, Badulla, Ratnapura et Kegalle, tandis que la culture itinérante a contribué au défrichement des régions sèches. La première phase de la déforestation a commencé sous la domination britannique dans les années 1830-1880 avec la culture du café, suivi de la culture du caoutchouc, du thé et, de manière moins durable, de quinquina.
Après l'indépendance en 1948, le gouvernement a encouragé la production industrielle dans le domaine du bois, notamment du contreplaqué, ce qui a accéléré la déforestation, en particulier dans les zones humides. Les programmes de développement et la croissance démographique ont encouragé l'agriculture commerciale et la construction de logements. En 1970, le lancement d'un projet d'irrigation, le Mahaweli Irrigation Project, principalement dévolu à la riziculture, est lancé dans les zones boisées du nord-est. Les instructions routières et des compagnies agricoles ont fait reculer les forêts primaires et secondaires, y compris dans des zones protégéess comme le Somawathiya National Park.
Malgré la prise de conscience politique de cet enjeu écologique, la longue période de guerre civile n'a pas permis d'engager des mesures de protection efficaces. À la fin de la guerre avec la reprise de l'économie, les fermiers espèrent étendre leurs cultures. L'usage du bois de chauffage est légal dans les forêts publiques.

## Conséquences

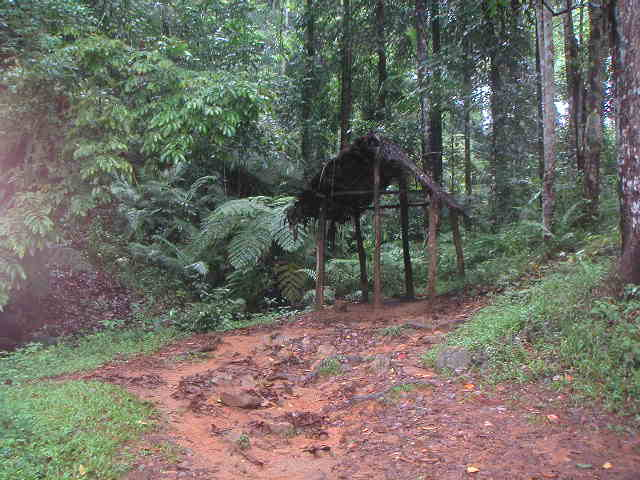
Érosion des terres dans la forêt humide du Sri Lanka

Les conséquences principales de la déforestation sont les inondations, les glissements de terrain et l'érosion des sols, ainsi qu'une menace importante sur la biodiversité.
Les plantations de thé sur les collines ont amoindri la capacité d'absorption des terres et ont ainsi augmenté la surface de ruissellement. La quantité de limon accumulée derrière les barrages de Mahaweli témoigne également de cette dégradation. S'il est difficile de départager la responsabilité du réchauffement climatique et du déboisement dans le changement de régime pluviométrique, des baisses de précipitation locales imputables à la baisse de condensation ont été relevées, comme dans la région de Badulla.

## Politique environnementale
Les forêts au Sri Lanka sont classées en cinq catégories : les zones naturelles du patrimoine national (National heritage wilderness areas), les forêts de conservation, les forêts réservées, les forêts villageoises et les autres forêts domaniales. Elles appartiennent à 99,5 % à l'État et sont gérées par deux services ministériels, le département des forêts et le département de la conservation de la vie sauvage. Depuis 1978, le pays dispose de mesures législatives pour protéger les forêts, en particulier  le National Environnement Act no 47 de 1980. L'introduction de la politique nationale pour la conservation de la vie sauvage en 1990 (National Policy for Wildlife Conservation) a également introduit dans les objectifs gouvernementaux la protection des écosystèmes. L'État a également ratifié plusieurs conventions internationales, comme celles de Ramsar et celle des Nations Unies pour combattre la désertification .
En 1990, un embargo sur les coupes des forêts publiques et d'autres mesures conservatoires prises en 1995 contribuent accompagnent un plan de reboisement au rythme de 40 000 hectares plantés par an. La FAO déclare la déforestation stabilisée en 2019. Des mesures de protection et de restauration sont mises en place avec l'assistance financière du programme Programme REDD de l'Organisation des Nations-Unies.
Afin de lutter contre les coupes de bois illégales, le président Maithripala Sirisena a imposé aux propriétaires de tronçonneuses d'enregistrer leurs machines et a interdit leur importation en juin 2019. Il a donné cinq ans aux scieries pour arrêter leurs activités .